# Ants Laaneots
Ants Laaneots, né le 16 janvier 1948, est un homme politique estonien et ancien officier militaire. Il était auparavant commandant des forces de défense estoniennes et est un vétéran de l'armée soviétique. Après sa carrière militaire, il est devenu homme politique.

## Enfance et éducation
Laaneots est né le 16 janvier 1948 à Kilingi-Nõmme, en Estonie. En 1948, le NKVD arrête son père, celui ci étant un Frère de la forêt, il est déporté en Sibérie entre 1949 et 1958. Sa mère y décède en 1952.
En juillet 1966, il entre à l'école militaire supérieure de Kharkiv, en Ukraine, et obtient son diplôme en 1970 en tant qu'officier de char de l'armée. Il se spécialise dans les T-64.

## Carrière
De 1970 à 1978, il sert comme chef de peloton, commandant de compagnie puis commandant de bataillon du 300e régiment de chars de l'armée soviétique en Ukraine, commandant principalement des chars T-64. De 1978 à 1981, Laaneots étudie à l'Académie militaire Malinovsky des forces armées à Moscou dans le cadre d'un cours de commandement et afin de la qualifier pour l'arrivée du  T-80. De 1981 à 1987, il est affecté à la frontière soviéto-chinoise dans l'est du Kazakhstan. Au cours de cette affectation, il sert comme chef du 96e régiment de chars, deux ans comme commandant du 180e régiment de chars et trois ans comme adjoint au chef d'état-major de la 78e division blindée.
De 1987 à 1989, il est déployé en Éthiopie où il passe un an comme conseiller militaire du commandant d'une division d'infanterie et un an et demi comme conseiller militaire du commandant d'un corps d'armée participant à des activités de combat. Avant sa démission de l'armée soviétique en septembre 1991, il est chef du département régional de la Défense à Tartu en Estonie.

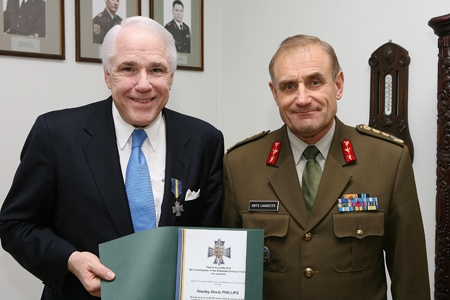
Le Lieutenant général Laaneots avec Stanley Davis Phillips, ambassadeur des États-Unis en Estonie

### Après 1991
Ants Laaneots est l'un des officiers fondateurs de l'armée estonienne, quittant l'armée soviétique après la tentative de coup d'État d'août 1991 à Moscou. Après que l'Estonie ait retrouvé son indépendance en 1991, Laaneots sert deux fois comme chef d'état-major de 1991 à 1994 et de 1997 à 1999. Il joue un rôle crucial dans la transformation de la doctrine et de la tactique des forces de défense estoniennes d'un mode soviétique à un mode OTAN et occidental. De 1994 à 1996, il passe de réserve et dirige la société de sécurité AS ESS Lõuna. En 1997, il est nommé au poste d'inspecteur général des forces de défense. Au cours de son deuxième mandat, en 1998, il est diplômé du Collège de défense de l'OTAN à Rome, en Italie.
En 1998, il est promu major général. En 2000, après une année au Collège de la défense nationale finlandais, il est nommé à la tête du Centre de recherche sur la défense balte situé en Estonie. De septembre 2001 à décembre 2006, il commande le Collège de défense nationale estonien. Ants Laaneots est nommé commandant des forces de défense le 5 décembre 2006. Il démissionne de ses fonctions le 5 décembre 2011 après la fin de son mandat de 5 ans.

### Politique
Dès le 12 décembre 2011, il travaille comme conseiller du Premier ministre Andrus Ansip en matière de défense nationale. Ce poste prend fin le 28 mars 2014 à la fin du mandat d'Andrus Ansip. Laaneots rejoint le Parti réformiste fin 2014. Lors des élections législatives de 2015, Laaneots est élu au parlement avec 5 907 voix.
En 2016, des soldats de l'OTAN en Estonie sont la cible d'insultes racistes de la part de la population locale, Laaneots déclare que les Russes dirigent le vitriol afin de compromettre les relations entre l'Estonie et les États-Unis.

## Vie personnelles
Ses principaux intérêts de recherche comprennent les conflits modernes, les conflits impliquant de petits États/nations et le développement de la défense nationale. Depuis 1999, il a effectué 48 publications, dont 1 monographie, 3 articles académiques publiés dans des revues internationales et 15 autres articles académiques.
En plus de la langue estonienne, Ants Laaneots parle couramment l'anglais, le russe, le biélorusse et le finnois. Il est un membre actif de la Ligue de défense nationale estonienne et du Rotary Club. Il est marié à Natalia et a un fils et une fille (et quatre petits-enfants).